# M50-Kunstbezirk
Der M50 Arts District (chinesisch: 莫干山路 50 号, Hanyu Pinyin Moganshan Lu, englisch Moganshan Road) oder "M50" ist ein Viertel für zeitgenössische Kunst im Bezirk Putuo in Shanghai, China. Hier befinden sich mehr als 140 Studios und Galerien.  Gelegen in einem alten Industrieviertel zieht die kreative Community seit 2002 lokale und internationale Besucher an.

## Geschichte
Die Anlage in der 50 Moganshan Road war einst die Xinhe Baumwollmühle. Inmitten der stillgelegten Industriefläche fanden Künstler Anfang des Jahrtausends billige Mieten und große Studios. Der Künstler Xue Song gründete daher 2000 das M50 contemporary art district. 2005 wurde der Bezirk auch von der Regierung offiziell als kulturelles Viertel anerkannt. Heute wird M50 unter dem Shanghai M50 Cultural and Creative Industrial Development Co. organisiert.

## Künstler und Galerien
Das M50 lebt von einer großen Bandbreite an unterschiedlichsten Kunstgalerien. Neben traditioneller chinesischer Kunst kann man hier vor allem progressive Arbeiten in den größeren Galerien wie Vanguard Gallery, Chronus Art Center und Island6 Arts Center sehen.

## Lage
Der M50-Kunstbezirk liegt am Fluss Suzhou im Stadtteil Putuo.

## Nahverkehr
Der M50-Kunstbezirk ist mit Shanghai Metro erreichbar. Sation Jiangning Road Station, Line 13. Zhongtan Road Station, Line 3 und Line 4.